# Saboten Con
Saboten Con es una convención anual de anime de cuatro días que se lleva a cabo entre agosto/septiembre en Phoenix, Arizona. La convención se lleva a cabo durante el fin de semana del Día del Trabajo.
Su nombre proviene de la palabra japonesa saboten, que significa "cactus".

## Programación
La convención generalmente ofrece un concurso de anime de video musical, proyecciones de anime, conciertos, juegos, desfile de modas japonés (Cosplay), cafeterías, paneles, proyecciones, pelotas de steampunk, vendedores y talleres.
La convención tuvo más de 700 horas de programación en 2017.

## Ediciones
| Año  | Fecha                           | Ubicación                                         | Asistencia | Invitados |
| ---- | ------------------------------- | ------------------------------------------------- | ---------- | --- |
| 2008 | 24 al 26 de mayo                | Crowne Plaza Phoenix, Phoenix, Arizona            |            | Adella, Mara Aum, Greg Ayres, Laura Bailey, Katie Bair, Jodon Bellofatto, Johnny Yong Bosch, Erica Reis, Christophe Tang y Armand Villavert Jr. |
| 2009 | 30 de octubre - 1 de noviembre  | Hilton Phoenix East / Mesa, Mesa, Arizona         |            | Mara Aum, Steve Blum , David Doub, Yaya Han , Jolene Houser, Chuck Huber , Kitsune Robot, M. Alice LeGrow , Vic Mignogna , Toybox y Armand Villavert Jr. |
| 2010 | 1 al 3 de octubre               | Pointe Hilton Squaw Peak Resort, Phoenix, Arizona |            | Mara Aum, Colleen Clinkenbeard , David Doub, Tiffany Grant , Matt Greenfield , Yaya Han, Kyle Hebert , Jolene Houser, Mary Elizabeth McGlynn , Victoria Paege, SunaCosu, Christophe Tang y Armand Villavert Jr. |
| 2011 | 30 de septiembre - 2 de octubre | Pointe Hilton Squaw Peak Resort, Phoenix, Arizona | 2,730      | Katie Bair, Los Cristales Negros, Rob Blatt, Johnny Yong Bosch, David Doub, Eyeshine, Yaya Han, Jolene Houser, Kairu, Kazha, Kitcho Daiko, Reuben Langdon, Sam Riegel, Sean Schemmel, Christophe Tang y Armand Villavert Jr. |
| 2012 | 1 al 3 de septiembre            | Renacimiento Glendale Glendale, Arizona           | 3,432      | Troy Baker, David Doub, Richard Epcar, Jolene Houser, Kazha, Li "PikminLink" Kovacs, Phil LaMarr, Linda Le, Mary Elizabeth McGlynn, Kevin McKeever, Ellyn Stern, Christophe Tang, Armand Villavert Jr. y Akira Yamaoka |
| 2013 | 31 de agosto - 2 de septiembre  | Renacimiento Glendale Glendale, Arizona           | 4,002      | Robert Axelrod , DC Douglas , Electric Lady, Alodia Gosiengfiao , Jolene Houser, Kazha, Lauren Landa , Living Ichigo, Ryan McMurry, Moon Stream , Giada Pancaccini, James Perry II, Derek Stephen Prince , Iruma Rioka, Ian Sinclair , Christophe Tang, Alexis Tipton y Armand Villavert Jr. |
| 2014 | 29 de agosto - 1 de septiembre  | Renacimiento Glendale Glendale, Arizona           | 5,137      | Robert Axelrod , DC Douglas , Electric Lady, Alodia Gosiengfiao , Jolene Houser, Kazha, Lauren Landa , Living Ichigo, Ryan McMurry, Moon Stream , Giada Pancaccini, James Perry II, Derek Stephen Prince , Iruma Rioka, Ian Sinclair , Christophe Tang, Alexis Tipton y Armand Villavert Jr. |
| 2015 | 4-7 de septiembre               | Sheraton Phoenix Downtown Phoenix, Arizona        | 6,745      | Liui Aquino, Cam Clarke , Electric Lady, Richard Epcar, Eurobeat King, Rebecca Forstadt , Crystal Graziano, David Hayter , Kanako Ito , Kazha, Kiba, Li "PikminLink" Kovacs, Susan Lake, Aimee Lee Lucas, Melanie MacQueen, Ai Maeda, Ryan McMurry, Rika Muranaka , Cara Nicole, Tony Oliver , James Perry II, Ellyn Stern, Christophe Tang, Alfred Trujillom, Cristina Vee , Armand Villavert Jr., Dan Woren y Tommy Yune |
| 2016 | 2-5 de septiembre               | Sheraton Phoenix Downtown Phoenix, Arizona        | 9,075      | Rey Eurobeat, Kyle Hebert, Kazha, Carrie Keranen , Kiba, Mika Kobayashi, Ladybeard , Susan Lake, Yuri Lowenthal , M-Project, Ryan McMurry, Erica Méndez , Tara Platt, Reika, Los Slants , Eric Stuart , Christophe Tang, Alfred Trujillo , Twinzik, Heather Vaughn, Armand Villavert Jr., David Vincent y Lisle Wilkerson.                                                                                                 |
| 2017 | 1-4 de septiembre               | Sheraton Phoenix Downtown Phoenix, Arizona        | 12,132     | Robert Axelrod, Morgan Berry, Johnny Yong Bosch, Ben Diskin , Eurobeat Kasumi, Eyeshine, Hollow Mellow, Kazha, Kiba, Susan Lake, Cherami Leigh , Ryan McMurry, Yuko Miyamura, Enji Night, Steve "Warky" Núñez, Christophe Tang y Dave Trosko. |
| 2018 | 31 de agosto - 3 de septiembre  | Sheraton Phoenix Downtown Phoenix, Arizona        |            | Akira, Feodor Chin , León Chiro, Les E. Claypool III, D-Piddy, Ivy Doomkitty, Eurobeat Kasumi, Kazha, Susan Lake, Phil Mizuno, Paul Nakauchi, Brina Palencia , Chris Parson , Josh Petersdorf, J. Michael Tatum , Armand Villavert Jr. y Amanda Winn-Lee. |

## Distinciones
Saboten Con fue nombrada la "Mejor Convención de Anime - 2010" por el Phoenix New Times.